# Kaoru Ikeya (astronom)
Kaoru Ikeya (japanska: 池谷 薫), född 30 november 1943 i Nagoya i Japan, är en japansk amatörastronom som upptäckt flera kometer.

## Biografi
Som ung vuxen bodde Ikeya vid sjön Hamana och arbetade i en pianofabrik. Där gjorde han sin första upptäckt under natten den 2 januari 1963, kometen C/1963 A1, med sitt egenbyggda lågbudgetteleskop. Senare upptäckte han kometerna C/1965 S1 den 18 september 1965 och 153P/Ikeya–Zhang den 1 februari 2002. Med ett optiskt teleskop upptäckte han även den kortperiodiska kometen 332P/Ikeya–Murakami den 13 november 2010, något ovanligt i modern tid med digital bildteknik.
Asteroiden 4037 Ikeya är uppkallad efter honom.